# Apocepon digitatum
Apocepon digitatum is een pissebed uit de familie Bopyridae. De wetenschappelijke naam van de soort is voor het eerst geldig gepubliceerd in 1960 door Stock.